# 町田紀彥
町田紀彥（1976年8月8日—），札幌市出身的日本音樂製作人、作詞家、作曲家。他曾隸屬於由Runtime Music Entertainment營運的藝能學校「Studio Runtime」（現名為Runtime Music Academy），在此期間曾負責ZONE的製作，並提供大量音樂作品，因此可說是其栽培者之一。他畢業於東北福祉大學。

## 來歷
町田紀彥的鍵盤演奏為自學而成，從姊姊的自動伴奏電子風琴到鼓組在內，他能獨自一人完成所有樂器的演奏。然而，對於音樂理論則幾乎沒有涉獵。
他在20歲時加入Runtime Music Entertainment。23歲時參與製作ZONE的獨立樂曲〈believe in love〉，此後便以Runtime的專屬作曲家身分展開活躍。
他為Studio Runtime的學生創作了〈secret base ～君がくれたもの～〉一曲（作詞、作曲）。該曲於2001年8月8日作為ZONE的單曲發行，在隨後的週數中逐步攀升排行，最終獲得Oricon單曲榜第2名的佳績。 他亦為ZONE創作並製作了多首樂曲。
在28至29歲之間，也就是2005年左右，與ZONE解散幾乎同時，他自Runtime退社。此後並未有顯著的音樂活動。雖然在2012年被列為聲優團體Sphere單曲〈明日への帰り道〉的作曲者，但除此之外並無其他作曲作品。
他曾於2009年度以社會人士身份考入大學，並在個人部落格中公開此事。此後的部落格內容以記錄大學生活為主。他在大學主修福祉，並於江陵高等學校福祉科進行了教育實習。2013年大學畢業，部落格亦於畢業時停止更新，之後便未再有公開發聲。

## 作品
- 《secret base ～你給我的東西～》 (2001)（日語：secret base 〜君がくれたもの〜）
- 《証 (ZONEの曲)（日语：証 (ZONEの曲)）》 (2002)
- 《true blue/恋々…（日语：true blue/恋々…）》 (2003)
- 《H・A・N・A・B・I〜君がいた夏〜（日语：H・A・N・A・B・I〜君がいた夏〜）》 (2003)
- 《僕の手紙（日语：僕の手紙）》 (2003)
- 《Non stop road/通向明天的歸途》 (2012)

## 人物像
ZONE成員對町田紀彥的第一印象：
- TAKAYO
- MIYU
- MIZUHO
- MAIKO

## 外部連結
- （日語） secretbase. （页面存档备份，存于），網誌。
- 町田紀彥的X（前Twitter）